# Tolerancja obwodowa
Tolerancja obwodowa – jeden z procesów nabywania tolerancji immunologicznej. Zachodzi w obwodowych narządach limfatycznych (śledziona, węzły chłonne).

## Tolerancja obwodowa limfocytów T
Następuje wówczas, gdy zawiedzie tolerancja pierwotna. Głównym procesem jest tutaj anergia klonalna, czyli inaktywacja autoreaktywnych limfocytów T. Angażuje ona cząsteczki kostymulujące. Śmierć limfocytów T jest indukowana poprzez aktywację Fas/FasL i kończy się apoptozą.

## Tolerancja obwodowa limfocytów B
Głównym procesem jest tutaj również anergia klonalna. Kształtuje się ona poprzez stały kontakt z antygenami własnymi, a także jest wynikiem braku stymulacji ze strony niereagujących na własne antygeny limfocytów T.

Przeczytaj ostrzeżenie dotyczące informacji medycznych i pokrewnych zamieszczonych w Wikipedii.